# Raveniola mazandaranica
Espèce
Raveniola mazandaranica est une espèce d'araignées mygalomorphes de la famille des Nemesiidae.

## Distribution
Cette espèce est endémique de la province du Mazandéran en Iran,. Elle se rencontre vers Salman Shahr.

## Description
Le mâle holotype mesure 11,3 mm.

## Étymologie
Son nom d'espèce lui a été donné en référence au lieu de sa découverte, le Mazandéran.

## Publication originale
- Marusik, Zamani & Mirshamsi, 2014 : Three new species of mygalomorph and filistatid spiders from Iran (Araneae, Cyrtaucheniidae, Nemesiidae and Filistatidae). ZooKeys, no 463, p. 1-10 (texte intégral).